# 水唐
水唐（すいとう）は、中国の伝説上の生物で、水の中に住んでいるとされる。水廬（すいろ、すいりょ）とも。
明の時代に編まれた『通雅』（巻47）などに記載されており、子供のような姿で、川の水の中にいる生物・妖怪のようなものとされている。『物類相感志』に記されているとされる木唐（もくとう）は、水と木との誤写から生じたもので、水唐の事であるとされている。水唐たちについての記述は、『水経注』の類でも『水経』に登場する川の情報の校注に付随する「水の中に住んでいるとされる存在」の参考として掲載される形式で言及されつづけており、清の時代の沈炳巽『水経注集釈訂訛』でも水唐の記述が見られる。

## 人膝
人膝之怪（にんしつのかい）と称される水の中に住む妖怪は、郝懿行『山海經箋疏』の馬腹の注では、馬腹や水唐と似たものではないかとされている。人膝は『刀剣録』に記述がある中国に伝わる妖怪で、漢の章帝の時代に伊水という川にいたとされ、黄金でつくられた剣を川に入れる事でこれを祓ったとされる。
水の中に住み人間を襲うという特徴の相似から、『山海経』（中山経）に記されている馬腹（ばふく）と水唐が似たものではないかと言及されている例は楊守敬『水経注疏』（巻28）などでも見られる。また、水虎（すいこ）とはすなわち水唐のことであると『通雅』では記載されており、その内容を引用している本草書では水虎の解説に水唐の情報が合併されている事が多い。『通雅』では動物のうちの「虫」の部類に挙げられており、このような部類認識は水の中に住む伝説上の存在を「渓鬼虫」などの「虫」に付随して配列する例なども反映されていた。楊守敬『水経注疏』（巻28）や栗本丹州『水虎考』などでは、水唐は水虎を誤字として用いたものであろうと考察されているが、いずれの対比も古代の基礎文献での記述そのものが乏しく、明確な前後関係は判明していない。